# Cleome perrieri
Cleome perrieri är en paradisblomsterväxtart som beskrevs av Hadj Moust.. Cleome perrieri ingår i släktet paradisblomstersläktet, och familjen paradisblomsterväxter. Inga underarter finns listade i Catalogue of Life.